# Maxime Charveron
 (octobre 2016).
Si vous disposez d'ouvrages ou d'articles de référence ou si vous connaissez des sites web de qualité traitant du thème abordé ici, merci de compléter l'article en donnant les références utiles à sa vérifiabilité et en les liant à la section « Notes et références ».
 (octobre 2016).
Maxime Charveron est un coureur de BMX français né le 9 novembre 1990.

## Biographie
Dès l'âge de neuf ans, il commence le BMX. Grâce au soutien de sa famille, il participe à sa première compétition à l’âge de 12 ans.
Après avoir remporté une voiture lors d'un concours sur un circuit français. Repéré par Nike à 16 ans, il commence une carrière professionnelle. Il participe à des compétitions de skatepark, street, dirt, big air ou, si les conditions le permettent, TucTuc freestyle.
Il a largement contribué à faire évoluer le sport en créant des centaines de nouvelles figures. Notamment le célèbre « 360 Funky Deep Shit » qui, rapidement, deviendra une figure imposée au cours de compétitions internationales telles que le « Corby "Trick or Die" Resi Comp ».[réf. nécessaire]
Depuis peu[Quand ?], il détient le record du monde au sein de la catégorie « BMX UP Hills Wheelys »[réf. nécessaire].

## Palmarès
- 2002 : Championnat de France dirt Pro Freestyle
- 2005 : Suisse BMX League Champion
- 2006 : Fr Tour Champion of the year
- 2007 : N° 1 BMX athlete by Bmxair Magazine
- 2008 : Big Air World Champion with Gloves
- 2009 : Nora Cup Vert Rider of the year
- 2010 : King Of Paca - catégorie dirt
- 2011 : Rhône Alpes Park champion of the year
- 2012 : King of Univers - Bmx Air Magazine
- 2014 : Fr Cup Champion BMX Spine-Mini
- 2014 : Soulaward Banger Street[3]
- 2016 : Corby 2nd Foam Pit Killa - Bmx Air Magazine